# Gonzalo Jiménez de Quesada
Gonzalo Jiménez de Quesada   (Granada, 1509 - Mariquita, 16 de febrer de 1579) fou un conqueridor andalús. De família noble, el 1535 va anar a les Índies Occidentals com a auditor general. El 1536 va explorar el riu Magdalena i el 1538 va iniciar la colonització de Nova Granada derrotant els muisques i la seva confederació, a l'actual Colòmbia, fundant les ciutats de Santa Fe de Bogotà, Tunja i Vélez. El 1539 coincidí amb les expedicions de Nicolás de Federman i de Sebastián de Belalcázar, amb els quals arribà a un acord. De retorn de l'expedició, va tornar a la península Ibèrica, on malversà els diners.
Mariscal i regidor de Bogotà (1551), el 1568 esdevingué adelantado de Nova Granada, però morí mentre intentava ocupar els territoris encomanats. És considerat el prototipus de conqueridor humanista i un dels pocs que s'esforçà per fusionar ambdós mons. Home culte, escriví un Compendio historial de las conquistas del Nuevo Reino de Granada, desaparegut, uns Sermones quaresmales escrits en memòria dels seus soldats morts i els Ratos de Suesca.